# Francesco Furini
Francesco Furini, född omkring 1600, död 19 augusti 1646, var en italiensk konstnär.
Furini återvände efter utbildning i Rom 1625 till fädernestaden Florens, där han övade flitig verksamhet och bland annat utförde åtskilliga freskmålningar för Pittipalatset och ett flertal kyrkor. Han behandlade helst bibliska och mytologiska motiv med figurer i kroppsstorlek, varvid han lät ett smältande ljusdunkel omsvepa de mjukt modellerade nakna kropparna.